# بينكفونغ وندرستار
بينكفونغ وندرستار (بالإنجليزية: Pinkfong Wonderstar)‏ هو مسلسل رسوم متحركة كوري جنوبي من إنتاج بينكفونغ عرض على محطة كي بي إس من 27 يونيو 2019.

## شخصيات
- بينكفونغ (أداء صوتي: كيونغ-آي جو): الثعلب الزهري. يعيش في ستاريا.
- هوغي (أداء صوتي: سوون لي): القنفذ الشرشيري. إنه أفضل صديق لـبينكفونغ.
- جيني (أداء صوتي: صحيح كيم): الأرنب الأصفر. ترتدي الفستان البرتقالي. تحب الجري بسرعة.
- بوكي (أداء صوتي: حريم سونغ): القرد الأحمر.
- كودي (أداء صوتي: يونغ وونغ جونغ): الدب الأزرق الكبير.
- ميان (أداء صوتي: سوون لي): الفأر الأصفر. تحب الجبن.
- كوكو (أداء صوتي: حريم سونغ): البطباط الزهري الفاقع. تحب كتابة الشعر.
- راشيل (أداء صوتي: هيوون جونغ): الخروف الأسود. تحب الغناء.
- ليلى (أداء صوتي: مينجيونغ يو): الخنزير الأرجواني الفاتح.
- شوملي (أداء صوتي: هيوون جونغ): السنجاب البني. تحب المكسرات والسنديان.
- جوردي (أداء صوتي: حريم سونغ): الفأر الأحجواني. هو صديق ميان.
- بيلي (أداء صوتي: تشاي-ها كيم): النمر الأسود.
- جوجو (أداء صوتي: هيوون جونغ): القندس الأحمر.
- بيكر (أداء صوتي: تشاي-ها كيم): الخلد الخزامي.
- باري (أداء صوتي: تشانج يونج هوانغ): الدب الرمادي الكبير. إنه أفضل صديق لجوجو.
- بات (أداء صوتي: صحيح كيم): الماعز الأزرق السماوي. هو جار كوكو.
- فريدو (أداء صوتي: هيوون جونغ): الضفدع الأخضر. يحب الرقص.
- ساشا (أداء صوتي: تشاي-ها كيم): الببر الأزرق والأبيض.
- تاني (أداء صوتي: هيوون جونغ): الدب البني.
- ترتل فين (أداء صوتي: تشاي-ها كيم): السلحفاة الأخضر المصفر.
- نينا (أداء صوتي: هيوون جونغ): الظربان الأرجواني. هي جارة راشيل.

## استقبال المسلسل
منح إميلي أشبي المسلسل درجة 4/5.

## وصلات خارجية
- بينكفونغ وندرستار على موقع IMDb (الإنجليزية)
- بينكفونغ وندرستار على موقع كينوبويسك (الروسية)
- بينكفونغ وندرستار على موقع قاعدة بيانات الفيلم (الإنجليزية)